# Catacáo
Catacáo (Katakao), stari indijanski narod koji je živio na područu današnjeg okruga Piura na sjevernom primorju Perua. Glavno središte bilo im je selo Catacaos (danas gradić Catacaos). Jezično pripadaju istoimenoj samostalnoj porodici catacaoan.